# Bloodgood Cutter
Bloodgood Cutter (właśc. Bloodgood Haviland Cutter; ur. 6 sierpnia 1817, zm. 1906) – amerykański farmer i poeta. Był synem Mary Bloodgood. Kiedy ojciec zmarł a matka powtórnie wyszła za mąż, opuścił szkołę i w wieku 16 lat poszedł do pracy. W 1840 uciekł z pochodzącą z bogatej rodziny Emeline Allen. Dzięki jej pieniądzom został farmerem. Był barwną postacią, dobrze znaną w okolicy z noszenia staromodnych ubrań, ulicznego kaznodziejstwa biblijnego i pisania poezji. Do historii przeszedł, kiedy w 1867 wybrał się z pielgrzymką do Ziemi Świętej na parowcu Quaker City. Jednym z towarzyszy podróży był znany powieściopisarz Mark Twain, który sportretował ekscentrycznego, zabawiającego innych uczestników rejsu, podróżnika w utworze Innocents Abroad: He is 50 years old, and small for his age. He dresses in homespun, and is a simple minded, honest, old-fashioned farmer with a strange proclivity for writing rhymes. He writes them on all possible subjects and gets them printed on slips of paper with his portrait at the head. These he will give to any man that comes along, whether he has anything against him or not.